# Isra e Miraj

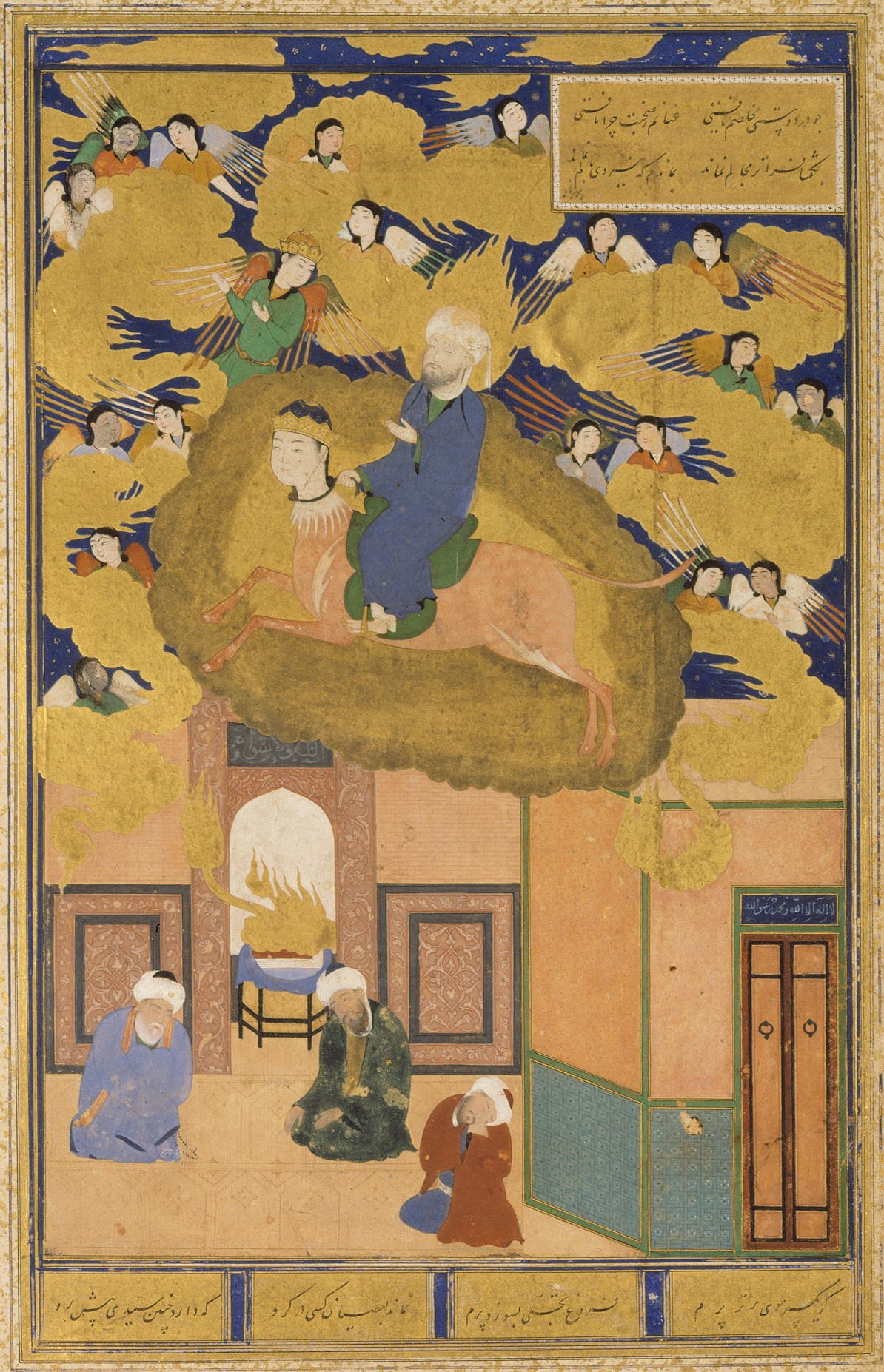
A Jornada Nocturna de Maomé, montado na criatura mítica Buraq (gravura de 1514)

Isra e Miraj (em árabe: الإسراء والمعراج, al-’Isrā’ wal-Mi‘rāj), são as duas partes de uma Jornada Noturna (em árabe: Lailat al-Mi‘rāj; em persa: Shab-e-Me`raj) que, segundo a tradição islâmica, o profeta do islã, Maomé, fez durante uma única noite por volta do ano 621. Ela foi descrita como uma viagem física e espiritual. Um breve esboço da história é na sura 17 Al-Isra do Alcorão, sendo que maiores detalhes vêm dos Hádices, as coleções de ensinamentos, ditos e feitos de Maomé. Na viagem, o profeta viaja montado numa criatura fantástica, Buraq, para "a mesquita mais distante", onde ele lidera outros profetas em oração. Em seguida, ele sobe ao céu, onde ele fala a Deus, que dá instruções para levar aos fiéis sobre os detalhes da oração.
De acordo com as tradições, a viagem está associada com a Lailat al Mi'raj, como um dos eventos mais significativos no calendário islâmico.